# Tiaropsidium roseum
Tiaropsidium roseum är en nässeldjursart som först beskrevs av Maas 1905.  Tiaropsidium roseum ingår i släktet Tiaropsidium och familjen Mitrocomidae. Inga underarter finns listade i Catalogue of Life.